# Гринвју (Калифорнија)
Гринвју (енгл. Greenview) насељено је место без административног статуса у америчкој савезној држави Калифорнија.

## Демографија
По попису из 2010. године број становника је 201, што је 1 (0,5%) становника више него 2000. године.
| Група             | 2000.       | 2010.       |
| Белци             | 177 (88,5%) | 157 (78,1%) |
| Афроамериканци    | 0 (0,0%)    | 0 (0,0%)    |
| Азијати           | 1 (0,5%)    | 1 (0,5%)    |
| Хиспаноамериканци | 1 (0,5%)    | 19 (9,5%)   |
| Укупно            | 200         | 201         |